# Fay Masterson
Fay Masterson (Kent, 15 de abril de 1974) es una actriz inglesa.

## Biografía
Fay comenzó su carrera como bailarina pero lo dejó a los 11 años, para asistir a la Academia Brite Lites en Eltham, al sudeste de Londres. 

## Carrera
En 1994 apareció en la película Cops & Robbersons donde interpretó a Cindy Robberson.
En 1995 se unió a la película The Quick and the Dead, donde dio vida a Mattie Silk.
En 1999 dio vida a Sally en la película 'Eyes Wide Shut protagonizada por Tom Cruise y Nicole Kidman.
En 2001 apareció en la película The Lost Skeleton of Cadavra donde dio vida a Betty Armstrong, la esposa del doctor Paul Armstrong (Larry Blamire); un papel que volvió a interpretar en el 2009 en la película The Lost Skeleton Returns Again.
En el 2013 apareció como invitada en la popular serie NCIS: Naval Criminal Investigative Service donde interpretó a Gloria Hebner en el episodio "Oil and Water". Anteriormente había aparecido por primera vez en la serie en el 2011 interpretando a Angela Simms en el episodio "Thirst". 
En el 2014 se unió al elenco recurrente de la serie The Last Ship como la ingeniera en jefe Andrea Garnett, la tercera al mando a bordo del buque de guerra USS Nathan James, hasta ahora.

## Filmografía

### Series de Televisión
| Año             | Título                                     | Personaje                | Notas                                                   |
| --------------- | ------------------------------------------ | ------------------------ | ------------------------------------------------------- |
| 2014 - presente | The Last Ship                              | LCDR. Andrea Garnett     | 16 episodios                                            |
| 2013            | NCIS: Naval Criminal Investigative Service | Gloria Hebner            | episodio "Oil and Water"                                |
| 2011            | Lie to Me                                  | Gina Dobar               | episodio "Funhouse"                                     |
| 2010            | Sex and the Austen Girl                    | Jane Mansfield           | 8 episodios                                             |
| 2010            | CSI: Miami                                 | Laura Williams           | episodio "Mommie Deadest"                               |
| 2010            | Bones                                      | Grace Bryson             | episodio "The Dentist in the Ditch"                     |
| 2009            | The Mentalist                              | Melinda Batson           | episodio "The Scarlet Letter"                           |
| 2009            | Big Love                                   | Sandy                    | episodio "On Trial"                                     |
| 2008            | The Starter Wife                           | Katrina Jane Vanderbrook | 2 episodios                                             |
| 2008            | Emily's Reasons Why Not                    | Vinessa                  | episodio "Why Not to Date a Twin"                       |
| 2007            | Saving Grace                               | Hermana Finnian          | episodio "Is There a Scarlet Letter on My Breast?"      |
| 2007            | Life                                       | Amy Dujardin             | episodio "Dig a Hole"                                   |
| 2007            | Cane                                       | Marley                   | 3 episodios                                             |
| 2007            | Tales from the Pub                         | Jean / Emily             | 2 episodios                                             |
| 2006            | Ghost Whisperer                            | Vera                     | episodio "Miss Fortune"                                 |
| 2005            | Close to Home                              | Jodie Ericson            | episodio "Parents on Trial"                             |
| 2005            | Medium                                     | Pasajera                 | episodio "Being Mrs. O'Leary's Cow"                     |
| 2005            | Carnivàle                                  | Mesera                   | episodio "Ingram, TX"                                   |
| 2005            | The Inside                                 | Karen Ryan               | 2 episodios                                             |
| 2004            | Without a Trace                            | Melinda Guthrie          | episodio "Exposure"                                     |
| 2003            | Miss Match                                 | Gabby Thompson           | episodio "Who's Your Daddy?"                            |
| 2003            | Monk                                       | Diane Luden              | episodio "Mr. Monk Meets the Playboy"                   |
| 2003            | Peacemakers                                | Debra Wannamaker         | episodio "Pilot"                                        |
| 2002            | The Agency                                 | Jennifer                 | episodio "Son Set"                                      |
| 2001            | UC: Undercover                             | Veronica                 | episodio "Honor Among Thieves"                          |
| 2001            | Judging Amy                                | Miss Weldon              | episodio "Off the Grid"                                 |
| 1999            | Mercy Point                                | Joanne Collinswood       | episodio "No Mercy"                                     |
| 1997            | Soldier of Fortune, Inc.                   | Allison Trout            | episodio "Collateral Damage"                            |
| 1996            | Game-On                                    | Susie                    | episodio "Bruce Willis & Robert De Niro Holding a Fish" |
| 1996            | Strangers                                  | Clarice                  | episodio "Touch"                                        |
| 1993            | Highlander                                 | Jenny Harris             | episodio "The Beast Below"                              |
| 1993            | Casualty                                   | Amy Croft                | episodio "Child's Play"                                 |
| 1991            | Ruth Rendell Mysteries                     | Saffron                  | 2 episodios                                             |
| 1990            | Jupiter Moon                               | Gabriella Tanzi          | 13 episodios                                            |
| 1990            | Press Gang                                 | Claire                   | episodio "The Week and Pizza"                           |

### Películas
| Año  | Título                                                | Personaje         | Notas                                                                                           |  | 2016 | Cincuenta sombras más oscuras- Gail Jones |
| 2013 | The Final Moments of Karl Brant                       | Monica Brant      | corto - junto a Paul Reubens, Janina Gavankar, Pete Chekvala & Jon Sklaroff                     |  |      |                                           |
| 2009 | The Lost Skeleton Returns Again                       | Betty Armstrong   | junto a H.M. Wynant, Frank Dietz, Christine Romeo, Brian Howe & Daniel Roebuck                  |  |      |                                           |
| 2007 | Trail of the Screaming Forehead                       | Dr. Sheila Bexter | junto a Daniel Roebuck, Andrew Parks, H.M. Wynant, Brian Howe & Larry Blamire                   |  |      |                                           |
| 2001 | The Lost Skeleton of Cadavra                          | Betty Armstrong   | junto a Andrew Parks, Susan McConnell, Brian Howe, Jennifer Blaire & Larry Blamire              |  |      |                                           |
| 1999 | Eyes Wide Shut                                        | Sally             | junto a Tom Cruise, Nicole Kidman, Sydney Pollack, Rade Serbedzija, Todd Field & Vinessa Shaw   |  |      |                                           |
| 1997 | Forbidden Territory: Stanley's Search for Livingstone | Alice Pike        | junto a Aidan Quinn, Nigel Hawthorne, Kabir Bedi, Edward Fox, Dylan Baker & Christopher Fulford |  |      |                                           |
| 1995 | The Quick and the Dead                                | Mattie Silk       | junto a Sharon Stone, Gene Hackman, Russell Crowe, Leonardo DiCaprio & Tobin Bell               |  |      |                                           |
| 1994 | Cops and Robbersons                                   | Cindy Robberson   | junto a Chevy Chase, Jack Palance, Dianne Wiest, Robert Davi & Miko Hughes                      |  |      |                                           |
| 1993 | The Man Without a Face                                | Gloria Norstadt   | junto a Mel Gibson, Nick Stahl, Margaret Whitton, Gaby Hoffmann, Geoffrey Lewis & Richard Masur |  |      |                                           |
| 1992 | The Power of One                                      | Maria Marais      | junto a Armin Müeller-Stahl y Morgan Freeman                                                    |  |      |                                           |
| 1988 | Billy's Christmas Angels                              | Hope              | junto a Deborah Manship, Daniel Peacock, Christopher Quinn & Nabil Shaban                       |  |      |                                           |
| 1988 | The New Adventures of Pippi Longstocking              | Joven             | junto a Tami Erin, Eileen Brennan, Dennis Dugan, Dianne Hull, Dick Van Patten & George DiCenzo  |  |      |                                           |

### Videojuegos
| Año  | Título                      | Personaje                                              | Notas                                    |
| ---- | --------------------------- | ------------------------------------------------------ | ---------------------------------------- |
| 2012 | Mass Effect 3               | Dr. Anneliese "Ann" Bryson / Leviathan DLC             | prestó su voz para el personaje          |
| 2011 | Star Wars: The Old Republic | Vivian                                                 | prestó su voz para las voces adicionales |
| 2011 | Gears of War 3              | Mujer en Almacén                                       | prestó su voz para el personaje          |
| 2009 | Dragon Age: Origins         | Emily "Marguerite" Kaitlyn / Oriana Cousland / Panowen | prestó su voz para los personajes        |
| 2009 | Legendary                   | Vivian                                                 | prestó su voz para el personaje          |
| 2007 | Blazing Angels 2            | Emily "Marguerite" Ruston                              | prestó su voz para el personaje          |

### Apariciones
| Año  | Título                         | Personaje       | Notas                                                |
| ---- | ------------------------------ | --------------- | ---------------------------------------------------- |
| 2010 | Cinemassacre's Monster Madness | Betty Armstrong | episodio "The Lost Skeleton of Cadavra" - documental |